# Craspedosis iniquisecta
Craspedosis iniquisecta là một loài bướm đêm trong họ Geometridae.